# Organização Nacional Defesa da Família
Organização estatal criada em Portugal, pelo Estado Novo, em 1935.
No inicio, esta instituição tomou o nome de Lar Português, e estabelecia como uma das suas prioridades, a assistência materno-infantil, para além da assistência social e sanitária efetuada às família. Esta parece ter sido uma das primeiras tentativas do governo de Salazar a favor da assistência materno-infantil.
Esta instituição pretendia fazer cumprir um dos objetivos da Constituição de 1933, que dizia caber ao Estado assegurar a defesa da família “como fonte de conservação e desenvolvimento da raça”, pelo que se destinava a difundir princípios e a preparar os meios para a defesa dos núcleos familiares. Note-se que a família era considerada a origem e o fim da assistência. Por tal, o Estado possuía a missão fundamental de cuidar da habitação, da moral, bem como da economia dos núcleos mais vulneráveis. A direção desta organização era composta pelo presidente do Conselho, ministros do Interior, da Instrucção Pública, da Justiça e o subsecretário de Estado das Corporações e Previdência Social. No seio desta organização, seriam desenvolvidas as Jornadas das Mães de Família, pensadas como conferências anuais durante as quais se discutiam os apoios a desenvolver para a diminuição da taxa de mortalidade infantil e a valorização do papel das famílias. 
Os dados do Instituto Nacional de Estatística demonstram que esta instituição desenvolveu, entre 1939 e 1941, cuidados de saúde, prestando consultas nos postos subsidiados pela organização, procedendo ao internamento de crianças e de doentes e distribuindo medicamentos.
Em 1945 foi criado o Instituto de Assistência à Família, no qual ficaria integrada a Organização Nacional Defesa da Família. 

## Ligações Externas
- ALMEIDA, Andreia - A Saúde no Estado Novo de Salazar (1933-1968): Políticas, Sistemas e Estruturas. Lisboa: FLUL, 2017
- ALMEIDA, Andreia - O Sistema de Saúde do Estado Novo de Salazar: O Nascimento do Ministério da Saúde e Assistência. Coimbra: Almedina, 2018.